# Competència entre Airbus i Boeing

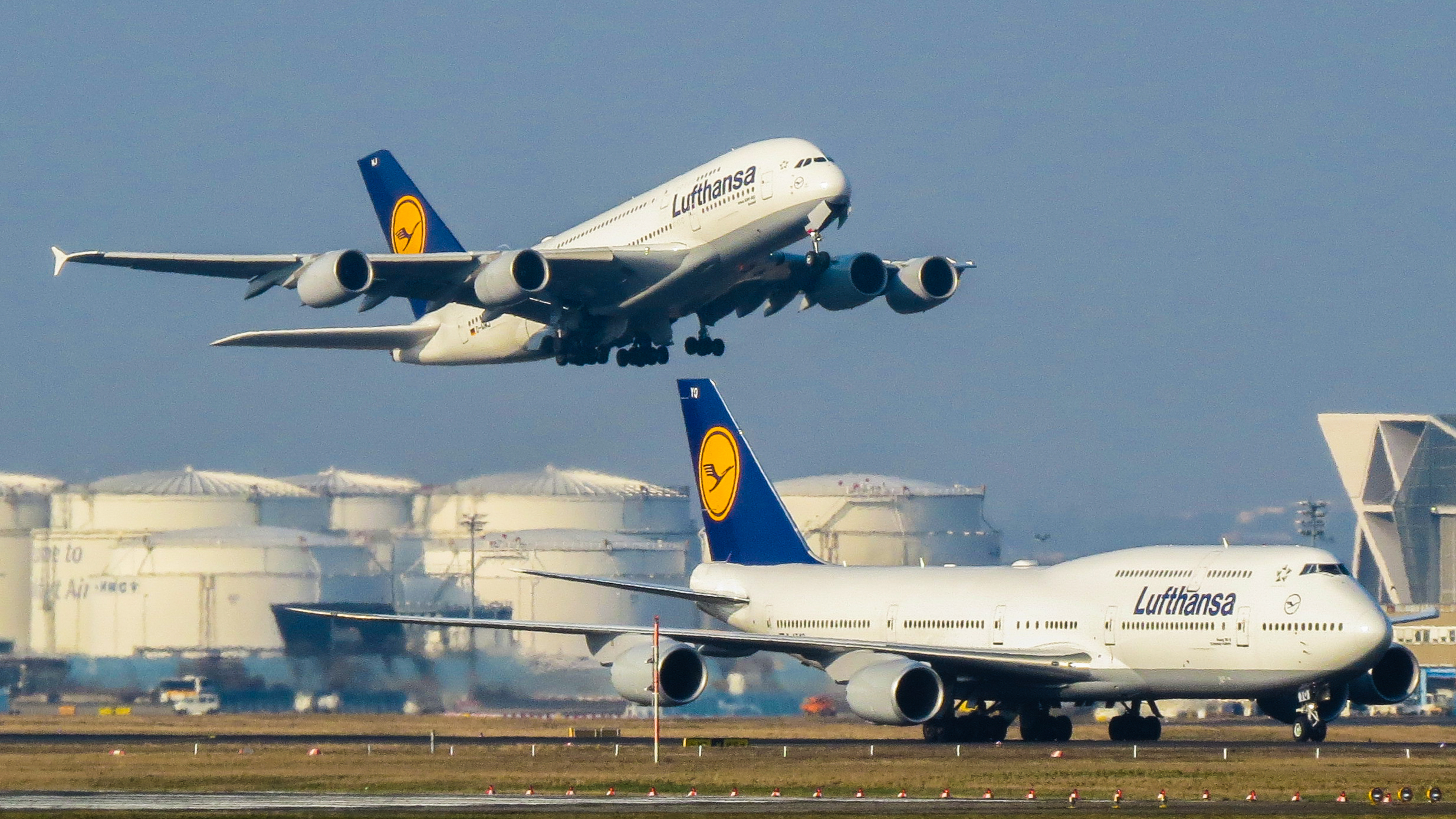
Airbus A380 i Boeing 747-8 de Lufthansa a l'Aeroport de Frankfurt

La competència entre Airbus i Boeing ha estat descrita com un duopoli en el mercat dels avions de passatgers amb motors de reacció des de la dècada del 1990. Això fou el resultat d'una sèrie de fusions en la indústria aeroespacial, en la qual Airbus s'havia creat com un consorci europeu, mentre que als Estats Units Boeing absorbia el seu antic gran rival, McDonnell Douglas, el 1997. Altres fabricants, com ara Lockheed Martin i Convair als Estats Units, i British Aerospace (actualment BAE Systems) i Fokker a Europa, no foren capaços de continuar competint i desaparegueren del mercat.
En els 10 anys que anaren entre el 2007 i el 2016, Airbus rebé 9.985 comandes i feu 5.644 lliuraments, mentre que Boeing rebé 8.978 comandes i feu 5.718 lliuraments. Durant aquest període de competència ferotge, cadascuna de les dues empreses ha acusat l'altra de rebre ajudes estatals deslleials dels seus respectius governs.